# Jesús Reyes-Heroles González-Garza
Jesús Federico Reyes Heroles González Garza (Ciudad de México, 30 de marzo de 1952-21 de enero de 2024) fue un diplomático, economista y político mexicano, miembro del Partido Revolucionario Institucional. Ocupó los cargos de secretario de Energía, embajador de México ante Estados Unidos y director general de Petróleos Mexicanos.

## Datos biográficos
Fue hijo del político e intelectual Jesús Reyes Heroles, considerado ideólogo del PRI. También es hermano del analista político Federico Reyes Heroles. Fue economista del Instituto Tecnológico Autónomo de México, con estudios de derecho en la Universidad Nacional Autónoma de México, y fue doctor en economía por el Instituto Tecnológico de Massachusetts.[cita requerida]

En 1994, el presidente Ernesto Zedillo Ponce de León lo nombró sucesivamente para los siguientes cargos: director del Banco Nacional de Obras y Servicios Públicos hasta 1995, secretario de Energía de 1995 a 1997 y Embajador de México ante Estados Unidos de América de 1997 a 2000.[cita requerida]
Posteriormente fue presidente ejecutivo de StructurA, organización que agrupa a las empresas de Grupo de Economistas y Asociados (GEA), PROA, MBD y EnergeA, y fue miembro de diversos consejos de administración, así como de los consejos consultivos para América Latina del Deutsche Bank y del Energy Intelligence Group.[cita requerida]
En las elecciones federales de 2006 manifestó públicamente su rechazo a la nominación de Roberto Madrazo Pintado como candidato presidencial y apoyó al candidato del Partido Acción Nacional (PAN) Felipe Calderón Hinojosa, aunque sin renunciar a su militancia en el PRI. Al inicio de su gobierno, Calderón nombró a Reyes Heroles como director general de Petróleos Mexicanos a partir del 2 de diciembre de 2006, hasta su renuncia el 7 de septiembre de 2009.
Falleció el 21 de enero de 2024 en la Ciudad de México.